# Гражданин (газета)
«Граждани́н» (рос. Гражданін, громадянин) — політична і літературна газета-журнал, видавалась у Петербурзі в 1872–1914 рр. У період з 1882 до 1893 р. її редактором був князь Володимир Мещерський. Газета займала консервативні політичні позиції, водночас на своїх сторінках надавала місце помітним творам художньої літератури.
Виходив у 1872-1879, 1883-1884 і 1911-1914 щотижня, в 1882, 1885-1886 і 1897-1909 роках - 2 рази, в 1887 - 3 рази на тиждень, в 1888-1897 роках - щодня.
Спочатку видавався на приватні пожертвування за підтримки спадкоємця престолу великого князя Олександра Олександровича (майбутнього імператора Олександра III).
У 1876-1878 роках у зв'язку з критикою зовнішньої політики уряду Олександра II, журнал отримав кілька попереджень і неодноразово припинявся, а в 1879 році його видання було припинено.
У царювання Олександра III журнал був відновлений і отримував велику субсидію.